# Formosa (Bakterium)
Formosa ist eine Gattung von Bakterien. Die Arten kommen im Meer vor. Einige sind in der Lage, eine Vielzahl von Polymeren abzubauen. Die hierfür verantwortlichen Enzyme könnten industriell genutzt werden.

## Merkmale
Die Zellen der Arten von Formosa sind stäbchenförmig. Das Bakterium kann sich gleitend fortbewegen (gliding motility). Vermehrung kann durch Knospenbildung erfolgen. Die Arten von Formosa bilden nicht lösliche Farbpigmente (Carotinoide). Einige Arten (z. B. Formosa maritima) bilden das Farbpigment Flexirubin, das bei vielen Arten der Bacteroidetes vorkommt.

## Stoffwechsel und Wachstum
Einige Arten sind streng aerob (z. B. Formosa maritima), andere zeigen auch Wachstum unter anaeroben Bedingungen (also unter Ausschluss von Sauerstoff), wenn D-Glucose verfügbar ist. Hierbei verläuft z. B. bei Formosa algae eine anaerobe Atmung mit Nitrat. Formosa ist chemoorganotroph, d. h. die Bakterien benötigen organische Stoffe für das Wachstum. Einige Stämme benötigen Na+ für das Wachstum. Der Oxidase-Test und der Test auf Katalase verläuft positiv.
Es folgt eine Tabelle mit Merkmalen einiger Arten:
|                         | F. algae | F. agariphila | F. arctica | F. haliotis | F. maritima | F. sediminum | F. undariae |
| ----------------------- | -------- | ------------- | ---------- | ----------- | ----------- | ------------ | ----------- |
| Temperatur für Wachstum | 4–35 °C  | 4–35 °C       | 10–30 °C   | 10–35 °C    | 4–37 °C     | 10–40 °C     | 4–30 °C     |
| tolerierte pH-Werte     | 6–11     | 6–10          | 5,5–10     | 6–9         | 6–9         | 6–9          | 5,5–8,0     |
| tolerierte NaCl-Werte   | 0–8      | 1–8           | 0,5–5      | 1–8         | 0–8         | 0–6          | 0–9         |
| Urease                  | +        | +             | +          | -           | k. A.       | +            | +           |
| DNA G+C Gehalt (mol%)   | 34,0     | 33,6          | 37,6       | 34,4        | 31,1        | 32,2         | 37,3        |

+ steht für positiv, - für negativ, k. A. für keine Angaben

## Systematik
Formosa wurde 2004 von Jelena Petrowna Iwanowa  mit F. algae als Typusart erstbeschrieben. Die Gattung zählt innerhalb der biologischen Systematik zu der Familie Flavobacteriaceae, welche zu der Abteilung der Bacteroidetes gestellt wird.
Es folgt eine Liste einiger Arten:
- Formosa agariphila Nedashkovskaya et al. 2006
- Formosa algae Ivanova et al. 2004
- Formosa arctica Kwon et al. 2014
- Formosa haliotis Tanaka et al. 2015
- Formosa maritima Cao et al. 2020
- Formosa sediminum Han et al. 2020
- Formosa undariae Park et al. 2013

Der Artname Formosa spongicola Yoon and Oh 2011 ist ein Synonym für Xanthomarina spongicola (Yoon and Oh 2011) García-López et al. 2020 Die Art wurde aufgrund einer umfangreichen Untersuchung der RNA innerhalb der Systematik umgestellt. Die Gattung Xanthomarina enthält neben X. spongicola nur noch eine weitere Art, X. gelatinilytica. Diese ist gleichzeitig die Typusart, also die erstbeschriebene Art dieser Gattung. Sie wurde im Jahr 2015 beschrieben und Formosa spongicola 2020 dazu gestellt.

## Ökologie
Die Arten wurden aus dem Meer isoliert. Formosa algae wurde aus Anreicherungskulturen während der Zersetzung des Thallus der Braunalge Fucus evanescens gewonnen. Formosa agariphila wurde von der Grünalge Acrosiphonia sonderi im Japanischen Meer isoliert, der Typusstamm von F. agariphila stammt aus dem offenen Meer in der Amurbucht an der Murawjow-Amurski-Halbinsel im Japanischen Meer. Formosa haliotis wurde aus dem Darm der zu den Seeohren zählende marinen Schnecke Haliotis gigantea und F. sediminum im marinen Boden bei der Küste von Jejudo, eine Insel bei Südkorea, isoliert.
Die Zellen des Stammes KMM 3901T von Formosa agariphila bilden ein fibrilläres Netzwerk, das sie miteinander verbindet. Die Bildung eines fibrillären Netzwerks durch Flavobakterien wurde erstmals von Reichenbach beschrieben. Ähnliche Merkmale wurden auch bei Stämmen der phylogenetisch nahe stehenden Gattung Winogradskyella gefunden. Die extrazellulären Fibrillen könnten die Anheftung von Zellen an geeignete Substraten und auf der Oberfläche von Algen ermöglichen und der Bildung eines Biofilms dienen.

## Mögliche Nutzung
Arten wie Formosa agariphila und F. algae können im Meer viele verschiedene von Algen gebildete Mehrfachzucker (Polysaccharide) nutzen. Algen bilden eine Vielzahl von verschiedenen Polysacchariden. Diese dienen z. B. dem Aufbau von Zellwänden oder als Speicherstoffe. Wenn Algenblüten auftreten, werden große Mengen unterschiedlicher Polysaccharide durch das Absterben der Organismen in das Wasser abgegeben. Am Abbau dieser Vielfalt von nun frei verfügbaren Vielfachzuckern sind wiederum mehrere verschiedenen Arten von Bakterien beteiligt. Hierbei gibt es spezialisierte Bakterien, welche nur wenige verschiedene Polysaccharide verwerten können, und Arten, die in der Lage sind, ein breiteres Spektrum zu nutzen. Kein Bakterium ist in der Lage, alle vorkommende Arten der Zucker zu nutzen. Formosa agariphila ist in der Lage, ein relativ breites Spektrum an verschiedenen Zuckerketten abzubauen. Es besitzt hierfür eine relativ große Menge an verschiedenen Enzymen im Vergleich zu den spezialisierten Bakterienarten. F. agariphila ist z. B. in der Lage, das Polysaccharid Ulvan abzubauen und zu nutzen. Ulvan wird von Grünalgen der Gattung Ulva gebildet. Die Zuckerkette wird hierbei von dem Bakterium in ihre Bestandteile (Monosaccharide) zerlegt und somit für den Stoffwechsel oder Bildung von Zellsubstanzen verfügbar gemacht. In dem Genom des Bakteriums wurden weiterhin Gene gefunden, die auf den möglichen Abbau von einigen weiteren Algenpolysacchariden hinweisen. Hierzu zählen z. B. Alginat, Porphyran (ein Polysaccharid gebildet von der Rotalgengattung der Purpurtange (Porphyra)) und Xylan.
Die Art Formosa algae ist in der Lage, verschiedene langkettige Zuckermoleküle der Gruppe Fucoidane abzubauen. Fucoidane sind Polysaccharide mit vielfältigen Varianten, je nachdem, von welcher Algenart das jeweilige Fucoidan stammt. Sie gehören zu einer Familie von sulfatierten (mit Sulfatresten versehenen) Homo- und Heteropolysacchariden, darunter Polysaccharide, die hauptsächlich aus Ketten des sulfatiertern Einfachzucker Fucose bestehen. Fucoidane werden von verschiedenen Algenarten gebildet. Beispiele für fucoidanbildende Arten, die für F. algae nutzbare Zuckerketten bilden, sind die Braunalgen Fucus evanescens und Fucus vesiculosus. Das hierfür von F. algae gebildete Enzym Fucoidanase wurde untersucht, um eine Möglichkeit zu finden, das Polymer Fucoidan zu verkleinern, also in Oligosaccharide zu spalten. Fucoidane besitzen immunologische Eigenschaften und sind von medizinischem Interesse. Die langkettigen Polymere sind hierbei schwierig zu verwenden, deswegen werden kurzkettige Varianten gesucht. Durch das Enzym werden mit Sulfatresten versehene Fuco-Oligosaccharide gebildet, die weniger langkettig und somit geeigneter für den medizinischen Einsatz sind.